# キューピッドの弓を取り上げるヴィーナス (ヴェロネーゼ)
『キューピッドの弓を取り上げるヴィーナス』（キューピッドのゆみをとりあげるヴィーナス、伊: Venere disarma Cupido, 英: Venus Disarming Cupid）は、イタリアのルネサンス期のヴェネツィア派の画家パオロ・ヴェロネーゼが1555年ごろに制作した絵画である。油彩。ギリシア神話の愛と美の女神アプロディテとエロス（ローマ神話のヴィーナスとキューピッド）を主題としている。ヴェロネーゼの同主題の作品はいくつか記録に残されているが現存しているものは少ない。本作品はそのうちの1つで、1990年にニューヨークのクリスティーズに登場するまでその存在はまったく知られていなかった。現在はマサチューセッツ州ウースターにあるウースター美術館に所蔵されている。またヴァリアントがローマのカーサ・ディ・リスパルモ（Cassa di Risparmo）に所蔵されている。

## 作品

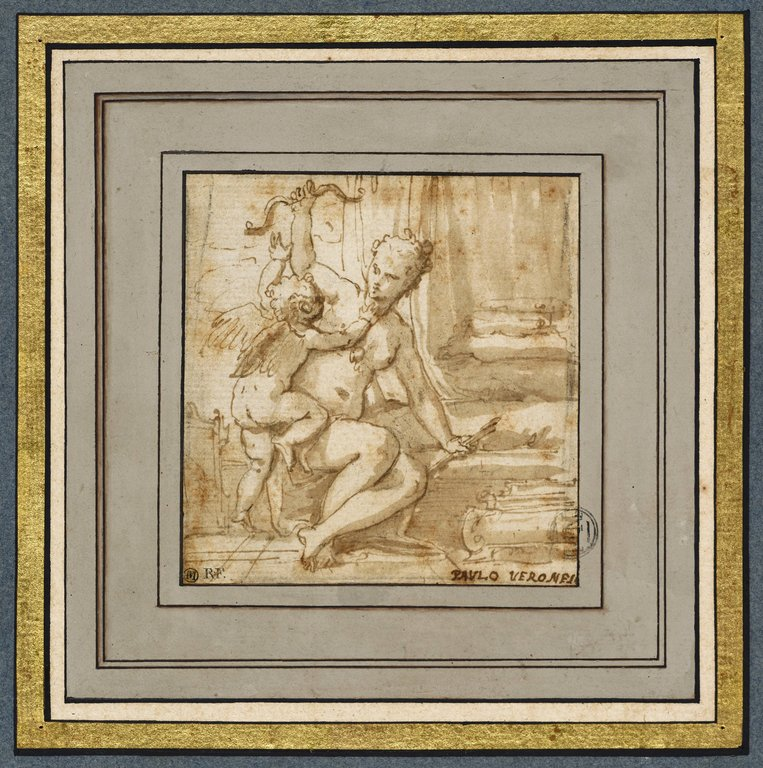
ヴェロネーゼないし工房の素描『ヴィーナスとキューピッド』。
ルーヴル美術館所蔵。

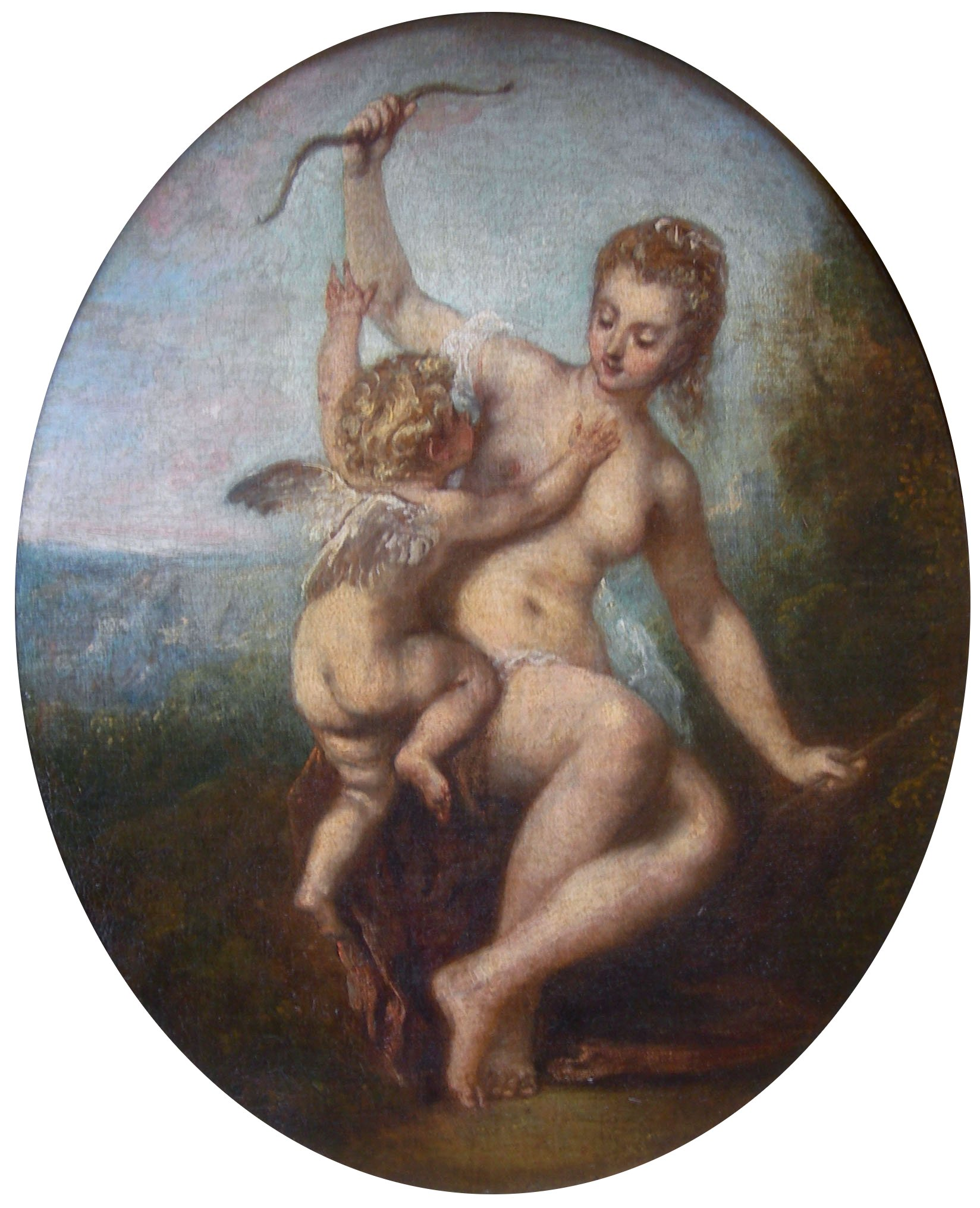
アントワーヌ・ヴァトーの『弓矢を取り上げられたキューピッド』。ルーヴル美術館の素描に触発されて制作されたと考えられている。コンデ美術館所蔵。

ヴェロネーゼはヴィーナスが息子のキューピッドが愛の矢を射ることができないように、息子から彼の武器である弓を取り上げている様子を描いている。窓から夕日の沈む風景が見える暗い緑色のカーテンの前で、横臥したヴィーナスはクッションの上に左腕を置いて上半身を起こし、右手でキューピッドから弓を取り上げて高く掲げている。キューピッドはヴィーナスの腕にしがみつきながら弓に手を伸ばしている。主導権を握っているのはヴィーナスであり、悪戯っぽい笑みをキューピッドに向けている。ヴェロネーゼの絵画は、柔らかさ、温かさ、親しみやすさを醸し出している。キューピッドの弓を奪うヴィーナスの動作は生き生きとしており、まるで弓を返してほしいと懇願するキューピッドの声が聞こえてくるかのようである。

### 図像的源泉
この主題は古代ローマの修辞学者・風刺作家ルキアノスの著作に由来しており、16世紀のイタリアで人気があった。図像的源泉としてはパルミジャニーノが「キューピッドの弓矢を取り上げるヴィーナス」を描いたいくつかの素描が挙げられる。これらの素描はパルミジャニーノがラファエロ・サンツィオやジュリオ・ロマーノの影響を受けてローマで制作したもので、そのうちの1つであるロブ・コレクション（Robb Collection）所蔵の素描は本作品との間に多くの共通点がある。パルミジャニーノの弟子アントニオ・ダ・トレント、あるいはジュゼッペ・ニッコロ・ヴィチェンティーノは、パルミジャニーノの素描をもとに版画を制作したが、その中にはおそらくロブ・コレクションの素描もあった。ヴェロネーゼはパルミジャニーノの作品を賞賛し研究していたため、それを入手した可能性が考えられる。

### 制作年代
ルーヴル美術館には本作品と関連性のあるペンと水彩によるヴェロネーゼの素描が所蔵されている。ヴェロネーゼの同主題への最初の関心は、1556年から1557年ごろにトレヴィサン宮殿のヴォールトに描いたフレスコ画のための準備素描に見い出せる。また1555年にパルミジャニーノの素描に触発されたと思われる裸婦像をサン・セバスティアーノ教会の聖具室天井に描いている。そこで本作品とルーヴル美術館の素描は 1555年から1557年ごろの作と考えられる。

### 帰属
絵画が1990年にクリスティーズに持ち込まれたとき「フランソワ・ブーシェのサークル」の作品と考えられていたが、競売前に美術史家テリージョ・ピニャッティによってヴェロネーゼの作品として帰属され、その後ピニャッティとフィリッポ・ペドロコ（Filippo Pedrocco）の著書『オペラ・コンプレタ』（Veronese: l'Opera Completa, 1991年）に収録された。

## 来歴
絵画はかつてドイツ南西部を統治していたホーエンツォレルン＝ヘヒンゲン侯（Fürst von Hohenzollern-Hechingen）のコレクションにあったことが知られている。これは絵画の裏側にホーエンツォレルン＝ヘヒンゲン侯の所有する美術品であったことを示す封蝋印が残されていることにより推察できる。絵画は1990年に当時の所有者によってクリスティーズに売却を委託された（Lot.230）。このとき絵画を購入したのがニューヨークの美術収集家ヘスター・ダイアモンドである。購入価格は約300万ドルであった。その後、2001年にミュンヘンのアルテ・ピナコテークで開催された展覧会「ヴィーナス 女神のイメージ」（Venus: Bilder einer Göttin）に出品された。2006年にはメトロポリタン美術館で展示された。2013年、ヘスター・ダイアモンドは継娘で前年の2012年にウースター美術館の取締役会のメンバーとなったレイチェル・カミンスキー（Rachel Kaminsky）に敬意を表し、同美術館に寄贈した。

## 素描
ルーヴル美術館の素描はおそらく本作品より早くパルミジャニーノの素描に触発されて描かれたものである。ピニャッティやウィリアム・R・リーリック（William R. Rearick）はヴェロネーゼの作と考えている。ピエール・クロザ、ピエール＝ジャン・マリエットに所有されたことが知られており、アントワーヌ・ヴァトーの『弓矢を取り上げられたキューピッド』（L'Amour désarmé）に影響を与えたと考えられている。

## 別バージョン
かつてフランスの政治家リュシアン・ボナパルトは本作品の複製と思われる失われたバージョンを所有しており、1812年にクリストフォロ・シルヴェストリーニ（Cristoforo Silvestrini）によってエングレーヴィングが制作された。本作品の複製と思われる別の失われたバージョンは17世紀後半のエングレーヴィングに記録されており、キューピッドが正面を向いている点で異なっている。ザグレブの個人コレクションに属していたもう1つの複製と思われるバージョンは本作品に非常に近い。

## ギャラリー
関連作品

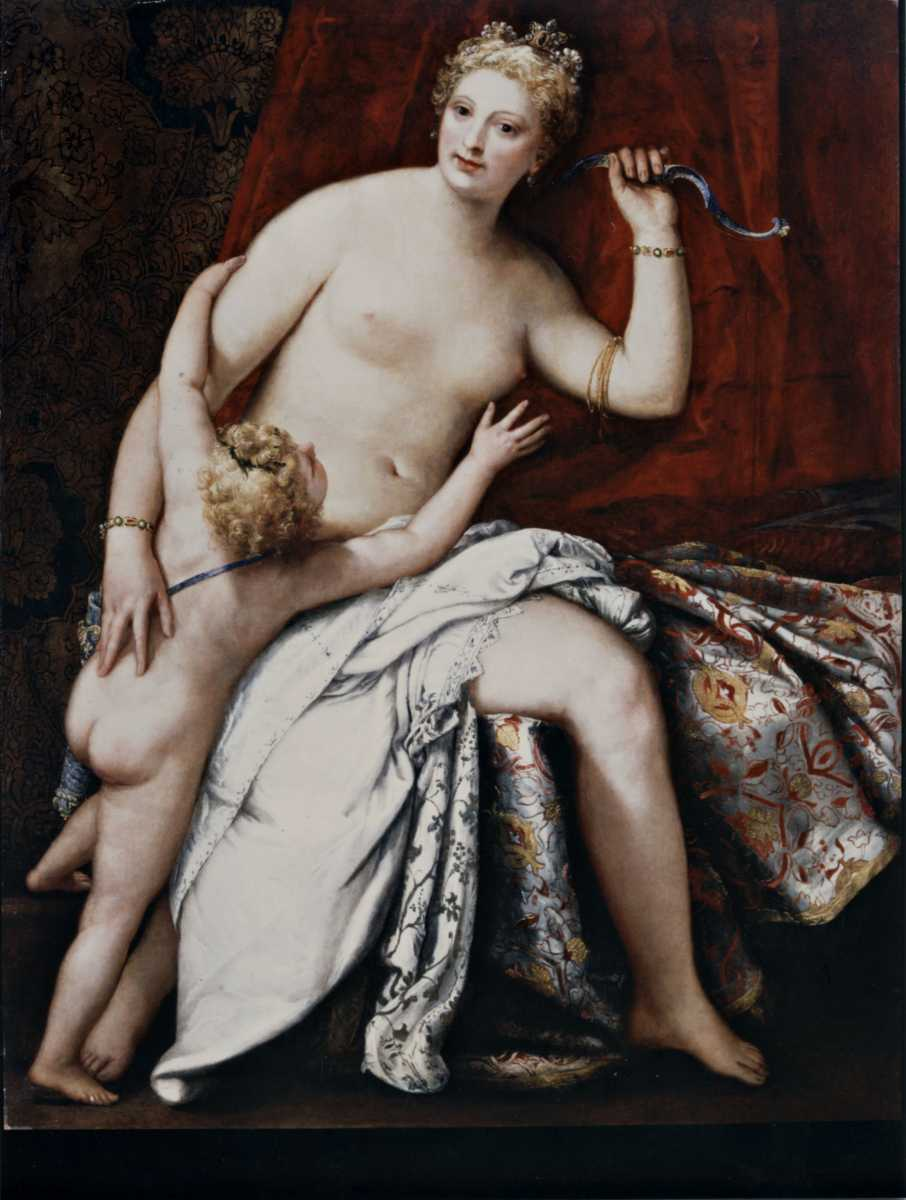
『キューピッドの弓を取り上げるヴィーナス』個人蔵